# Jools Holland’s Big Band Rhythm & Blues
Jools Holland’s Big Band Rhythm & Blues ist ein Album, das Jools Holland & His Rhythm & Blues Orchestra mit Unterstützung zahlreicher Gastsänger 2002 auf Rhino Records veröffentlicht hat.

## Allgemeines
Obwohl es Jools Holland zugeschrieben wird, ist das Album Allmusic zufolge eher eine Sammlung verschiedener Songs mit verschiedenen Sängern, bei der Hollands Band als eine Art „Hausband“ fungiert. Dazu gehören Eric Clapton, Steve Winwood, Van Morrison und George Harrison. Der Song „Horse to the Water“, den Harrison mit seinem Sohn Dhani geschrieben hat, ist der letzte Song, der vor Harrisons Tod 2001 aufgenommen wurde und somit sein Vermächtnis, auch wenn Allmusic-Rezensent Richie Unterberger kein gutes Haar am Song lässt. Jools Holland konnte beim Line-up seine Kontakte ausnutzen, die er als Gastgeber der BBC-Sendung Later with Jools Holland knüpfen konnte. Und so spannt sich der Bogen der Sänger von musikalischen Veteranen wie Van Morrison oder Steve Winwood bis zu Vertretern der jüngeren Generation wie Jamiroquai oder Joe Strummer, einem Gründungsmitglied von The Clash.
Neben der Mehrheit von Blues- und Rhythm-and-Blues-Titeln befinden sich auch andere Stilrichtungen unter den gewählten Songs, so zum Beispiel der Ska-Titel "Oranges and Lemons Again" mit Suggs oder der Titel "Valentine Moon" mit Sam Brown. Neben Coverversionen, so zum Beispiel von „I Put a Spell on You“, gibt es Songs, die extra für das Album entstanden („The Return of the Blues Cowboy“, „The Hand That Changed It's Mind“.)
Das Album erreichte in den Billboard Heatseekers Charts Rang 19.

## Titelliste
1. Seventh Son Dixon 3:04 – Gesang: Sting
2. Horse to the Water Harrison, Harrison 5:00 – Gesang: George Harrison
3. Will It Go Round in Circles Fisher, Preston 3:31 – Gesang: Paul Weller
4. Valentine Moon Brown, Holland 4:02 – Gesang: Sam Brown
5. The Return of the Blues Cowboy Holland, Strummer 2:41 – Gesang: Joe Strummer
6. The Hand That Changed It's Mind Holland, Rebennack 3:25 – Gesang: Dr. John
7. Nobody But You Mann, Weil 3:45 – Gesang: Ruby Turner
8. Revolution Lennon, McCartney 3:18 – Gesang: Stereophonics
9. I Put a Spell on You Hawkins, Russell 4:07 – Gesang: Mica Paris und David Gilmour
10. Oranges and Lemons Again Holland, Suggs 3:38 – Gesang: Suggs
11. All That You Are Bibb, Holland 3:15 – Gesang: Eric Bibb
12. Mademoiselle Will Decide Knopfler 2:24 – Gesang: Mark Knopfler
13. Back O' Town Blues Armstrong, Russell 3:27 – Gesang: Van Morrison
14. Town and Country Rhythm and Blues Difford, Holland 3:50 – Gesang: Chris Difford
15. I Wanna Be Around Mercer, Vimmerstadt 3:04 – Gesang: John Cale
16. I'm Ready Dixon 3:15 – Gesang: Steve Winwood
17. Say Hello, Wave Goodbye Almond, Ball 4:35 – Gesang: Marc Almond
18. T-Bone Shuffle Walker 3:01 – Gesang: Mike Hucknall
19. It's So Blue Carrack, Holland, Holland, Holland 4:02 – Gesang: Paul Carrack
20. Outskirts of Town Jacobs, Weldon 4:53 – Gesang: Taj Mahal
21. I'm in the Mood for Love Fields, McHugh 3:07 – Gesang: Jamiroquai
22. What Would I Do Without You Charles 3:27 – Gesang: Eric Clapton[2]

## Kritiken
Im Down Beat erhielt das Album drei von fünf Sternen und wurde als „glamouröser Spass“ bewertet. Entertainment Weekly hielt das Album für „eine elegant arrangierte Sammlung von R & B und Pop Edelsteinen, unter dem Vorsitz des Ex-Squeeze-Keyboarders Holland“
Der Kritiker des Rolling Stone hält das Album für gut gemacht: Es seien „große Namen, die entweder R & B Oldies singen oder neue Songs, die alt klingen.“ Das Album sei „mit Stars besetzt und gut gespielt.“ Dagegen stellt The Graham Weekly Album Review #1265 (2002) fest: „Die CD ist nicht ohne Enttäuschungen... Trotz einiger Fehltritte ist es ein Album, das sowohl faszinierend ist als auch eine Menge Spaß bringt.“